# Miersiella umbellata
Miersiella umbellata ist die einzige Art der Pflanzengattung innerhalb der Familie der Burmanniaceae.

## Beschreibung

### Vegetative Merkmale
Miersiella umbellata wächst als aufrechte krautige Pflanze und erreicht Wuchshöhen von 5 bis 19 Zentimetern. Das zylindrische Rhizom ist knollenähnlich und dicht mit Wurzeln und schmal- bis breit-eiförmigen Schuppenblättern besetzt. Sie betreibt keine Photosynthese mehr, sondern lebt mykoheterotroph von Pilzen und ist zu ihrer Ernährung vollständig von diesen abhängig.
Die Blätter sind bei einer Länge von 1,4 bis 5 Millimetern sowie einer Breite von 0,6 bis 1,5 Millimetern annähernd schildförmig bis eiförmig.

### Generative Merkmale
Die Blütenstandsschäfte sind weiß bis purpurfarben und unverzweigt. Die endständigen, doldigen Blütenstände enthalten 4 bis 10, selten bis zu 22 aufrechte, gestielte Blüten; am Ansatz des Blütenstandes stehen zwei bis vier Tragblätter. Die Blüten sind röhrenförmig, 2,5 bis 4,5 Millimeter lang und lilafarben bis weiß.
Die Kapselfrüchte sind bei einem Durchmesser von etwa 2 Millimetern breit-elliptisch bis rund.

## Ökologie
Miersiella umbellata ist mykoheterotrophe, blattgrünlose Pflanzenart.

## Vorkommen
Miersiella umbellata ist im tropischen Südamerika im östlichen bis südöstlichen Brasilien sowie in den Amazonasgebieten Kolumbiens, Perus und Guyanas zu finden. Dort wächst sie in dichten Wäldern von Meereshöhe bis zu Höhenlagen von 950, vereinzelt auch bis 1700 Metern.

## Systematik
Die Erstbeschreibung erfolgte 1840 unter dem Namen (Basionym) Dictyostega umbellata durch John Miers in Proceedings of the Linnean Society of London, 1, S. 61. Die Gattung Miersiella wurde 1903 durch Ignatz Urban mit der Neukombination der Art Miersiella umbellata (Miers) Urb. in Symbolae Antillanae seu Fundamenta Florae Indiae Occidentalis, Band 3, 3, S. 439, Figur 14–17 aufgestellt. 
Der Gattungsname Miersiella ehrt den Botaniker John Miers, der diese Art 1840 erstbeschrieben hatte.